# Шкарапут, Анатолий Парфирьевич
Анатолий Парфирьевич Шкарапут (28 сентября 1937 — 22 сентября 2021) — Герой Социалистического Труда (1991).

## Биография
Родился 28 сентября 1937 года в Магнитогорске в семье первостроителя Магнитки, приехавшего с Украины.
Окончил строительный техникум (1956) и вечернее отделение Магнитогорского горно-металлургического института (1967), инженер-строитель. В 1956—1959 гг. служил в Армии.
В 1959—1980, с 1985 г. — в тресте «Магнитстрой»: бетонщик, мастер, старший инженер, главный инженер, начальник стройуправления № 6, главный инженер треста (с 1976), управляющий (с 1985), гендиректор (с 1992). В 1980—1985 гг. — в Главюжуралстрое Минтяжстроя СССР (г. Челябинск): заместитель начальника. Член межведомственного совета Госстроя РФ.
Депутат Законодательного собрания Челябинской области 2 и 3 созывов. Принимал участие в сооружении многих важных и уникальных объектов: Магнитогорского металлургического комбината, рудника Малый Куйбас, аглофабрики № 4, дробильно-сортировочной фабрики № 5, возведении комплекса кислородно-конвертерного цеха, стана «2500» холодной прокатки, цеха покрытий и цеха гнутых профилей, стана 350/500 в г. Златоусте и т. д. Внёс вклад в осуществление программы развития и обновления коксохимического производства на металлургических предприятиях Челябинской области.
Скончался 22 сентября 2021 года. Похоронен на Правобережном кладбище Магнитогорска.

## Награды
- Герой Социалистического Труда. Заслуженный строитель РСФСР (1987). Награждён орденами Трудового Красного Знамени (1979), «Знак Почёта» (1974), медалями.